# Автограф (программа)
«АвтоГРАФ» — система спутникового мониторинга и контроля транспорта.

## Принцип действия
«АвтоГРАФ» представляет собой аппаратно-программный комплекс, основной задачей которого является определение местоположения объекта с помощью сигналов навигационных спутников системы глобального позиционирования GPS или ГЛОНАСС.
В состав комплекса входят бортовые контроллеры, устанавливаемые непосредственно на транспортные средства, датчики уровня топлива, оборотов двигателя, температуры, давления и другие периферийные устройства в зависимости от комплектации.
Полученные координаты объекта и состояния датчиков записываются во внутреннюю энергонезависимую память контроллера, который посредством GSM-связи (или Wi-Fi, в зависимости от модели) передаёт данные на сервер (АвтоГРАФ Сервер). Сервер принимает данные с контроллеров, хранит их и передаёт по запросу на диспетчерские рабочие места. Данные обрабатываются и отображаются программами, которые подключаются к серверу (АвтоГРАФ Pro, АвтоГРАФ Mobile, АвтоГРАФ Web).
Пользователи могут видеть местоположение транспортных средств на карте, просматривать разные параметры и события, а также показания от датчиков, периферийных устройств и шин данных (CAN-шина). Кроме того, предусмотрена генерация различных видов отчётов и графиков, как по каждому транспортному средству, так и по их группам в целом.
Для взаимодействия с различными внешними программами и обработчиками (в том числе продуктами 1С) в диспетчерском ПО «АвтоГРАФ» предусмотрен встроенный OLE-сервер (COM-сервер).

## Применение
Начиная с 2007 года «АвтоГРАФ» применяется на автомобилях скорой помощи в Калининградской области. В дальнейшем система также стала применяться на спецтехнике городских служб, сельскохозяйственной технике, карьерной технике в различных регионах.